# 鄭樹森 (文學評論家)
鄭臻（1949年3月6日—），本名鄭樹森（William Tay），香港學者、文學理論家、評論家、作家。

## 生平
祖籍廈門，1966年赴臺。國立政治大學西語系畢業，美國聖地牙哥加州大學比較文學博士。曾任聖地牙哥加州大學文學研究所所長、香港中文大學比較文學中心主任、香港科技大學講座教授及人文社會科學學院院長、嶺南大學人文學科特聘兼任教授（於2015年退休）。另外還擔任過國際比較文學學會執行委員和台北聯合文學月刊總編輯。
現為臺北印刻文學生活誌月刋社長 、臺北中央研究院歐美硏究所諮詢委員、香港中文大學翻譯研究中心顧問、及Modern Chinese Literature and Culture、The China Review、Renditions、Tamkang Review、The Taipei Chinese PEN、Review of English and American Literature等多種英文刊物編務顧問。

## 主要著作

### 文學評論
- 《從諾貝爾到張愛玲》
- 《小說地圖》
- 《縱目傳聲》（自選集）
- 《文學地球村》
- 《現象學與文學批評》
- 《比較文學與文學理論》
- 《文學因緣》
- 《從現代到當代》
- 《與世界文壇對話》
- 《奧菲爾斯的變奏》
- 《藝文綴語》
- 《結構主義的理論與實踐》
- 《中美文學因緣》

### 文化與電影評論
- 《電影類型與類型電影》
- 《文化批評與華語電影》
- 《日本電影十大》（與舒明合著）

### 譯作
- 《當代法國短篇小說選》（與梁秉鈞合譯）
- 《當代世界極短篇》
- 《遠方好像有歌聲》
- 《耳聞證人》
- 《伊利提斯詩選》

### 編輯
世界文學：
- 《國際文壇八家》
- 《國際文壇九家》
- 《國際文壇十家》
- 《國際文壇十二家》
- 《二十世紀文學紀事》
- 《世界文學大師選1-8》
- 《當代德語小說集》
- 《當代意大利小說集》
- 《當代東歐文學選》
- 《鏡子的故事：當代世界短篇小說選》

中國文學：
- 洪範版《現代中國小說選》五卷
- 洪範版《現代中國詩選》兩卷（與楊牧合編）
- 洪範版《顧肇森短篇集冬日之旅》
- 允晨文化版《溫健騮詩選苦綠集》
- 聯合文學版《王禎和長篇兩地相思》
- 《陳映真小說選》
- 允晨文化版《林年同文集中國電影美學》
- 遠景版《倪鬍子 : 羅洪小說選》
- 洪範版《八月驕陽：八十年代中國大陸小說選》
- 《哭泣的窗戶：八十年代中國大陸小說選》
- 《穆旦譯濟慈詩選》洪範版中英對照本
- 「臺北洪範書店版文學隨身讀一套二十種」
- 「現代中國文學中英對照系列」二十多種（香港中文大學出版社）

### 香港文學史料
- 《追跡香港文學》（與黃繼持、盧瑋鑾合著）
- 《香港新文學年表》（與黃繼持、盧瑋鑾合編）
- 《早期香港新文學作品選》（與黃繼持、盧瑋鑾合編）
- 《香港新詩選1948-1969》（與黃繼持、盧瑋鑾合編）
- 《香港散文選1948-1969》（與黃繼持、盧瑋鑾合編）
- 《香港小說選1948-1969》（與黃繼持、盧瑋鑾合編）
- 《早期香港新文學資料選》（與黃繼持、盧瑋鑾合編）
- 《國共內戰時期香港本地與南來文人作品選》（與黃繼持、盧瑋鑾合編）
- 《國共內戰時期香港文學資料選》（與黃繼持、盧瑋鑾合編）
- 《淪陷時期香港文學作品選：葉靈鳳、戴望舒合集》（與盧瑋鑾合編）
- 《淪陷時期香港文學資料選（1941至1945年)》（與盧瑋鑾合編）

### 口述紀錄
- 《結緣兩地――台港文壇瑣憶》